# David Sánchez Ruano
David Sánchez Ruano (Sabadell, Barcelona, España, 15 de marzo de 1999) conocido deportivamente como David Ruano, es un futbolista español que juega como Lateral derecho. Actualmente forma parte del Club de Fútbol Calamocha de Tercera Federación.

## Trayectoria deportiva
David desarrolló su etapa formativa en el fútbol base de Cataluña. Al alcanzar la etapa juvenil pasó a formar parte del combinado U18 del Club Esportiu Mercantil de Liga Nacional Juvenil de España para finalizar su etapa formativa en la UD Unificación Bellvitge y competir en División de Honor Juvenil de España.
En la temporada 2018/2019 firma por el Centre d'Esports Manresa donde permaneció por dos campañas consiguiendo el ascenso a Tercera División de España disputando un total de 46 encuentros.
En el curso 2019/2020 recala en el Club de Fútbol Calamochadel grupo XVII de la Tercera División de España finalizando como sexto clasificado en la competición, para al año siguiente unirse a las filas del Atlético de Porcuna Club de Fútbol de la nueva categoría nacional de Tercera Federación donde permaneció por dos campañas en las que disputó 56 encuentros.
De cara a la temporada 2023/2024 firma contrato profesional con el Futbol Club Penya d'Andorrade la Primera División de Andorra haciendo su debuten competición oficial en la primera jornada de liga, el 19 de septiembre de 2023 en la victoria por (1-0) ante el CF Esperança d'Andorra, en ese primer tramo del curso disputó trece encuentros repartidos en liga y Copa Constitució.
En enero de 2024 regresa al Club de Fútbol Calamocha de la Tercera Federación hasta finalizar la temporada compitiendo en trece ocasiones. 

## Carrera deportiva

### Clubes
| Club                         | País    | Año               |
| ---------------------------- | ------- | ----------------- |
| UD Unificación Bellvitge U19 | España  | 2017 - 2018       |
| Centre d'Esports Manresa     | España  | 2018 - 2020       |
| Club de Fútbol Calamocha     | España  | 2020 - 2021       |
| Atlético Porcuna CF          | España  | 2021 - 2023       |
| Futbol Club Penya d'Andorra  | Andorra | 2023 – 2024       |
| C. F. Calamocha              | España  | 2024 - Actualidad |